# Тенґен
Тенґен (яп. 天元 — тенґен, «основа Небес») — ненґо, девіз правління імператора Японії з 978 по 983 роки.

## Порівняльна таблиця
| Роки Тенґен             | 1    | 2    | 3    | 4    | 5    | 6    |
| Григоріанський календар | 978  | 979  | 980  | 981  | 982  | 983  |
| Китайський календар     | 戊寅 | 己卯 | 庚辰 | 辛巳 | 壬午 | 癸未 |